# In Aménas
In Aménas (en àrab عين أمناس, ʿĪn Aminās) és un municipi de l'est d'Algèria, prop de la frontera amb Líbia. Té uns 5.000 habitants.
Hi existeix, des de 2006, un projecte de desenvolupament del gas natural, el qual inclou quatre camps de gas principals, a més de la recollida i equips de processament a Tiguentourine, a 25 km de la població. En el projecte participen les companyies Sonatrach, BP i Statoil.
Els equipaments de gas prop del municipi van ser atacats per militants islamistes el 16 de gener de 2013, ocupant el complex i retenint molts dels treballadors, alguns d'ells occidentals. L'endemà, les tropes algerianes van intentar alliberar la planta de gas, ocasionant la mort d'entre 20 i 41 ostatges i diversos milicians.

## Transport
Té un aeroport amb vols de la companyia aèria Air Algérie a Alger, Hassi Messaoud, Oran i Ouargla i de Tassili Airlines amb vols a Adrar, El Golea, El Oued, In Salah, Tébessa i Touggourt.